# Protoneura cara
Protoneura cara es una especie de zigóptero de la familia Protoneuridae, originaria del sur de América del Norte y  América Central. 

## Distribución y hábitat

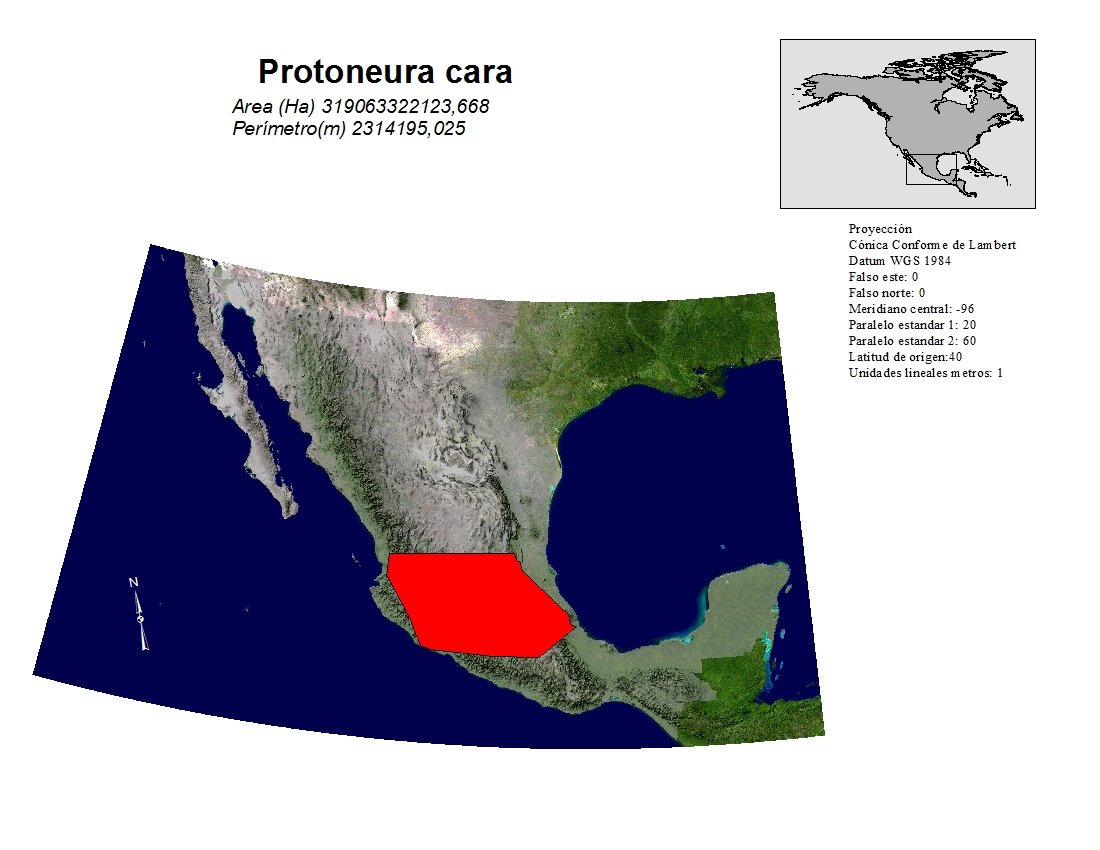
Polígono potencial de distribución de P. cara.

Protoneura cara es una especie que se distribuye desde Texas hasta las tierras bajas de Nicaragua y se pueden hallar en rios y arroyos pequeños y claros, con bancos de arena asociados, así como en lugares con bosques y claros.

## Descripción e identificación de la especie
Protoneura cara es una especie de odonato o caballito del diablo (damselfly), de tamaño medio y un cuerpo alargado, presenta un tórax con líneas color naranja, su abdomen tiene una coloración oscura con anillos negros. Existen diferencias en la coloración presentes tanto en machos como en hembras. Los machos se caracterizan por presentar una coloración de oscuro a rojiza en los ojos. Su tórax es de un tono naranja intenso con líneas negras. Las patas y los primeros dos segmentos abdominales son marcadamente naranjas. El abdomen es negro con anillos de color blancos delgados y bien definidos. En el caso de las hembras, tanto los ojos como el tórax tienen una coloración menos intensa y pálida, el abdomen puede o no presentar ligeros tonos naranjas que se ensancha hacia la punta. Esta especie se diferencia de otras especies pertenecientes al género Neoneura (robust threadtails), ya que estos son más cortos y robustos. Neoneura amelia se distingue por presentar una cabeza roja y un tórax con menos líneas negras por lo que la coloración naranja se extiende hasta la base del abdomen. De misma manera, de Neoneura aaroni se caracteriza únicamente por presentar un color rojizo en la parte frontal del tórax

## Historia natural y comportamiento
Los machos utilizan gran parte de su tiempo y energía permaneciendo sobre los cuerpos de agua, aunque también se les puede encontrar perchados en los tallos de las plantas. Se ha registrado que la temporada de vuelo es de junio a octubre.